# Marc financer de la Unió Europea 2007-2013
El marc financer de la Unió Europea per al període 2007-2013 va suposar un canvi important respecte a anteriors acords financers pluriennals. En primer lloc, perquè per primera vegada preveia una Unió Europea a 27 (amb l'adhesió el 2007 de Romania i Bulgària) i, en segon lloc, perquè un cop l'ampliació de la Unió Europea cap a l'est esdevingué una realitat, la Comissió creia que havia arribat el moment de repensar les polítiques de la Unió Europea, així com els instruments dels quals disposava.
Així, el 10 de febrer del 2004 va publicar una Comunicació sota el títol Building our common future - Policy challenges and budgetary means of the enlarged Union 2007-2013 i el 14 de juliol del mateix any la Comissió presentà una proposta per al marc financer de la UE per al període 2007-2013.

## Proposta de la Comissió
La proposta de 2004 de la Comissió se centrava en tres eixos principals:
- Integrar el mercat únic en un objectiu més ampli de desenvolupament sostenible. Les fites sota aquest eix són la competitivitat, la cohesió social i la preservació i gestió dels recursos naturals.
- Donar un significat real al concepte de ciutadania europea completant així l'àrea de llibertat, justícia, seguretat i accés als béns i serveis públics bàsics.
- Establir un rol coherent per a Europa com a actor global asuumint responsabilitats regionals, promovent el creixement sostenible, a la seguretat estratègica.

### Estructura del marc financer
Aquests tres eixos quedaven plasmats en 5 grans capítols amb la següent estructura del marc financer 2007-2013
- 1. El capítol 1 (Creixmenent sostenible), dividit en dos components
  - 1.a. Competitivitat per al creixement i l'ocupació que inclou la despesa en R+D, educació i formació, les xarxes europees i el mercat interior.
  - 1.b. Cohesió per al creixement i l'ocupació per tal de potenciar la convergència dels estats membres i regions menys desenvolupats i la cooperació interregional.
- 2. El capítol 2 (Preservació i gestió dels recursos naturals) incloïa la Política Agrícola Comunitària (PAC), les polítiques de pesca, desenvolupament rural i mediambiental (en particular el projecte Natura 2000).
- 3. El capítol 3 (Ciutadania, llibertat, seguretat i justícia) pretenia reflectir la importància creixent que adquireixen alguns camps com ara justícia i seguretat interiors, gestió de fronteres, immigració i asil, salut pública i protecció del consumidor, cultura, joventut i informació i diàleg amb la ciutadania. Aquest capítol també inclou un apartat de solidaritat i un Fons de Reacció Ràpida.
- 4. El capítol 4 (La Unió Europea com a actor global) incloïa tota l'acció exterior de la UE com ara instruments de preadhesió, el Fons Europeu de Desenvolupament (FED) i partides de reserva per a casos d'ajuda internacional d'emergència i garanties de crèdits.
- 5. El Capítol 5 (Administració) cobreix les despeses de les de les institucions europees amb l'excepció de la Comissió les despeses de la qual es comptabilitzen en cada una de les àrees operacionals.

## Punts de discussió
La negociació de l'acord per al marc financer va ser molt complicada. Ja en anys anteriors a les crisis i turbulències financeres, hi havia nombrosos països enfrontats. Alguns dels punts més calents van ser la revisió del xec britànic, així com la voluntat dels països nòrdics, dels Països Baixos i d'Alemanya de reduir el pressupost de la Unió, contraposada a la voluntat dels països mediterranis de mantenir les ajudes malgrat la recent incorporació de països i regions més pobres.

### El "xec britànic"
Vegeu l'article principal: xec britànic
En els últims anys diversos estats membres han fet pressió per a l'eliminació d'aquest descompte argumentant que en la situació actual ha perdut el sentit per al qual, el 1984 es concedí aquest benefici, però el govern britànic es nega a acceptar una eliminació del xec britànic si aquesta no va acompanyada d'una revisió completa de la Política Agrícola Comunitària. En aquest punt el govern britànic ha aconseguit el suport dels països nòrdics que consideren excessiva la importància de les ajudes a l'agricultura dins del pressupost de la Unió.